# Palemònids
Els palemònids (Palaemonidae) són una família de crustacis decàpodes de l'infraordre Caridea. Són unes gambetes que tenen el primer parell de pereiopodis acabats en pinça i el carp del segon parell de pereiopodis no està subdividit. L' espècie més comuna a la Mediterrània occidental és la gambeta (Palaemon serratus).
És una família molt diversificada i nombrosa, i tenen algunes espècies que són dels decàpodes més estudiats, ja que són fàcils de trobar en el litoral i es poden capturar sense problemes. Solen viure entre les roques i en els prats de posidònia i poden pondre ous dues vegades l'any, cosa poc habitual en els decàpodes.

## Sistemàtica
És una família molt extensa que inclou 1.099 espècies repartides en 156 gèneres:
- Actinimenes
- Allopontonia
- Altopontonia
- Amphipontonia
- Anapontonia
- Anchiopontonia
- Anchistioides
- Anchistus
- Ancylocaris
- Ancylomenes
- Anisomenaeus
- Apopontonia
- Arachnochium
- Araiopontonia
- Ascidonia
- Balssia
- Bathymenes
- Blepharocaris
- Brachycarpus
- Brucecaris
- Bruceonia
- Cainonia
- Calathaemon
- Carinopontonia
- Chacella
- Climeniperaeus
- Colemonia
- Conchodytes
- Coralliocaris
- Coutierea
- Creaseria
- Crinotonia
- Cristimenes
- Cryphiops
- Ctenopontonia
- Cuapetes
- Dactylonia
- Dasella
- Dasycaris
- Diapontonia
- Echinopericlimenes
- Epipontonia
- Eupontonia
- Exoclimenella
- Exopontonia
- Fennera
- Gnathophylleptum
- Gnathophylloides
- Gnathophyllum
- Hamiger
- Hamodactyloides
- Hamodactylus
- Hamopontonia
- Harpiliopsis
- Harpilius
- Holthuisaeus
- Hymenocera
- Ischnopontonia
- Isopontonia
- Izucaris
- Jocaste
- Kaviengella
- Laomenes
- Leander
- Leandrites
- Leptocarpus
- Leptomenaeus
- Leptopalaemon
- Levicaris
- Lipkebe
- Lipkemenes
- Macrobrachium
- Madangella
- Manipontonia
- Margitonia
- Mesopontonia
- Metapontonia
- Michaelimenes
- Miopontonia
- Nematopalaemon
- Neoanchistus
- Neoclimenes
- Neopalaemon
- Neopericlimenes
- Neopontonides
- Nippontonia
- Notopontonia
- Odontonia
- Onycocaridella
- Onycocaridites
- Onycocaris
- Onycomenes
- Opaepupu
- Orthopontonia
- Palaemon
- Palaemonella
- Paraclimenaeus
- Paraclimenes
- Paranchistus
- Paratypton
- Patonia
- Periclimenaeus
- Periclimenella
- Periclimenes
- Periclimenoides
- Philarius
- Phycomenes
- Phyllognathia
- Pinnotherotonia
- Platycaris
- Platypontonia
- Plesiomenaeus
- Plesiopontonia
- Pliopontonia
- Pontonia
- Pontonides
- Pontoniopsides
- Pontoniopsis
- Poripontonia
- Propontonia
- Pseudoclimenes
- Pseudocoutierea
- Pseudopalaemon
- Pseudopontonia
- Pseudopontonides
- Pseudoveleronia
- Pycnocaris
- Rapimenes
- Rapipontonia
- Rhopalaemon
- Rostronia
- Sandimenes
- Sandyella
- Stegopontonia
- Tectopontonia
- Tenuipedium
- Thaumastocaris
- Troglindicus
- Troglocubanus
- Troglomexicanus
- Tuleariocaris
- Typton
- Typtonoides
- Typtonomenaeus
- Typtonychus
- Unesconia
- Unguicaris
- Urocaridella
- Urocaris
- Veleronia
- Veleroniopsis
- Vir
- Waldola
- Yemenicaris
- Zenopontonia
- Zoukaris

## Fotos de palemònids

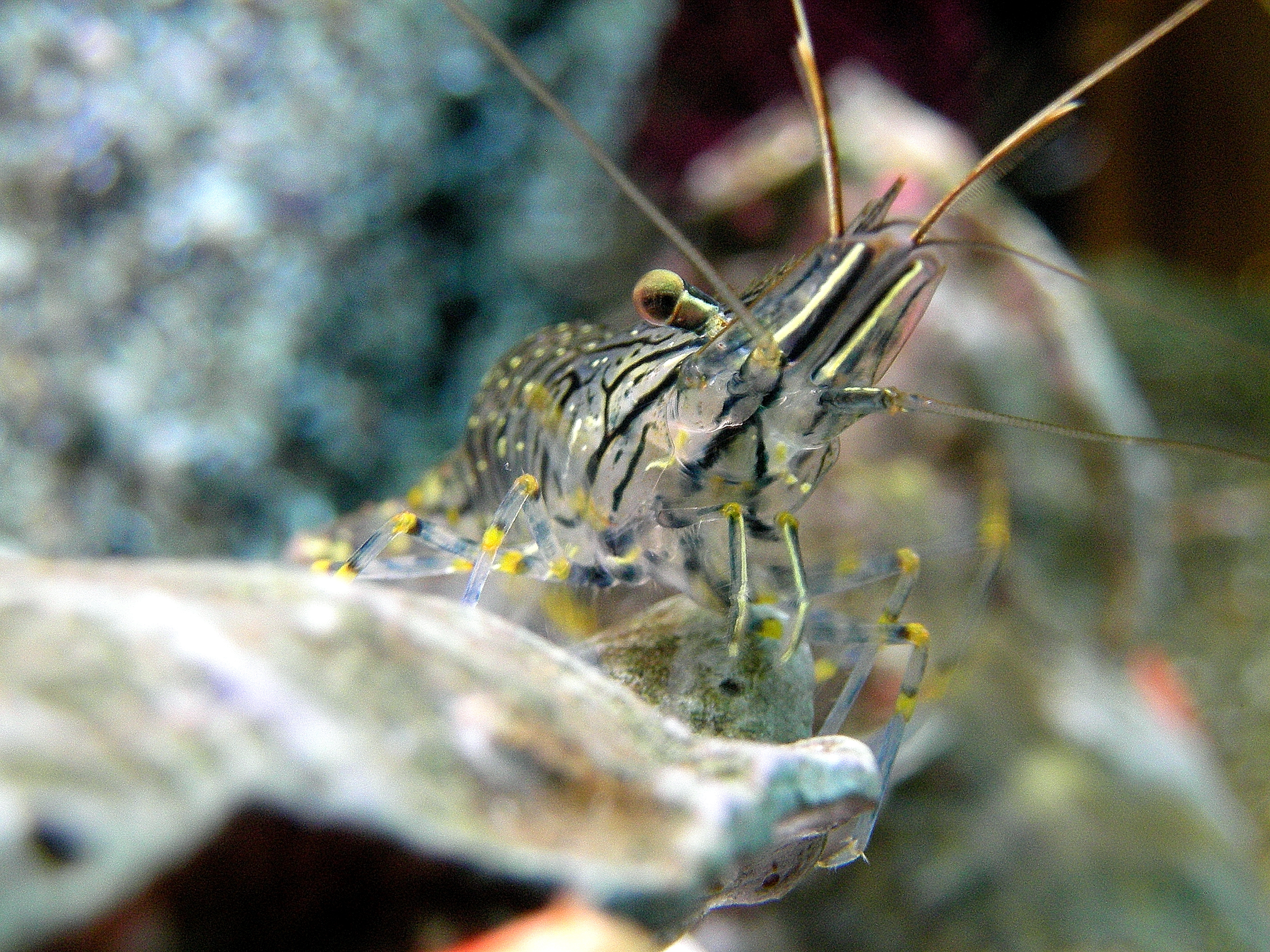
Palaemon serratus
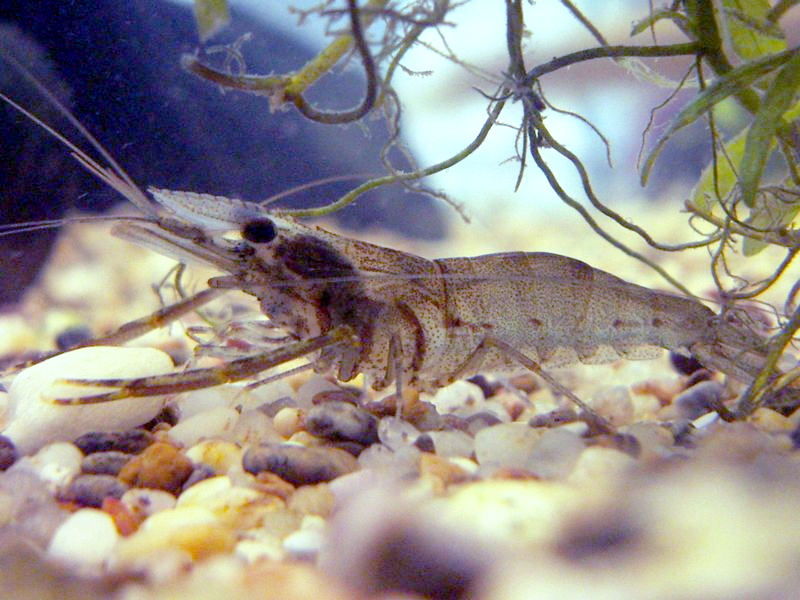
Macrobrachium formosense
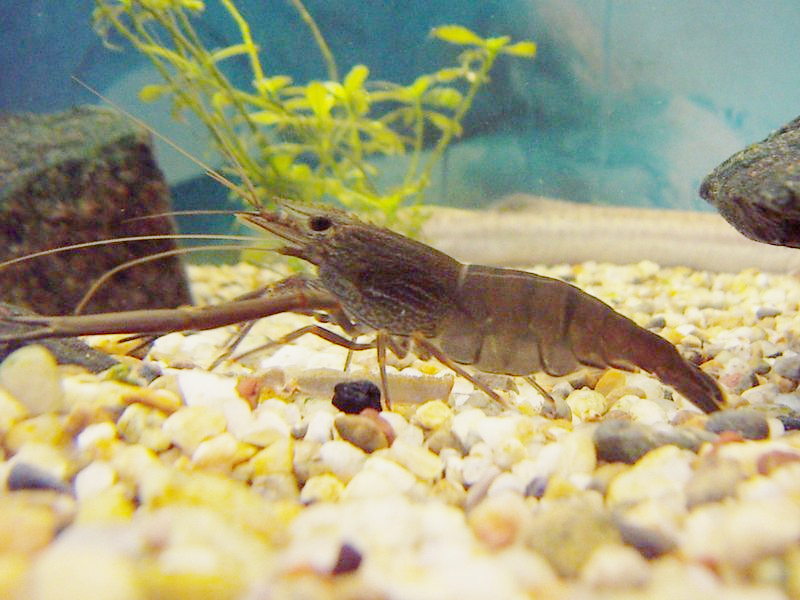
Macrobrachium japonicum
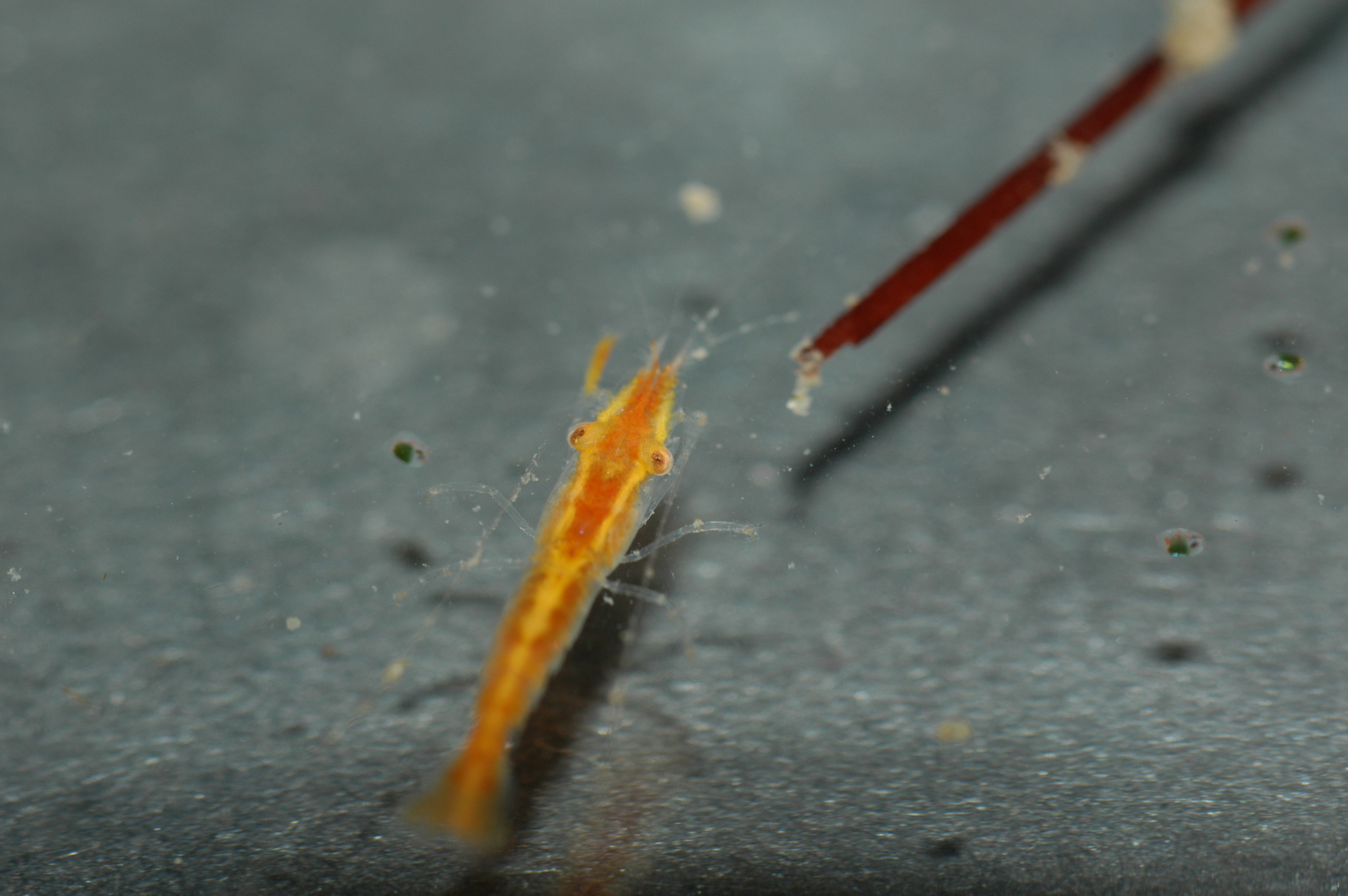
Tuleariocaris neglecta